# Kemar Hyman
Kemar Hyman (* 11. Oktober 1989 in George Town) ist ein Sprinter von den Cayman Islands.

## Sportliche Laufbahn
Erste Erfahrungen bei internationalen Meisterschaften sammelte Kemar Hyman bei den CARIFTA-Games 2005 in Bacolet, bei denen er in der U17-Wertung Platz sieben über 100 sowie Platz vier über 200 Meter belegte. Anschließend war er Teil der 4-mal-100-Meter-Staffel der Cayman Islands für die Panamerikanischen Juniorenmeisterschaften in Windsor, bei denen sie im Finale den sechsten Platz belegte. Bei den Jugendweltmeisterschaften in Marrakesch wurde er im Halbfinale über 100 Meter disqualifiziert und schied auch über 200 Meter im Halbfinale aus. 2006 belegte er bei den CARIFTA-Games in Les Abymes in der U20-Altersklasse Platz sechs über 100 Meter sowie Rang fünf mit der Staffel. Über 200 Meter erreichte er das Halbfinale, trat dort aber nicht mehr an. Bei den Zentralamerika- und Karibikjuniorenmeisterschaften in Port of Spain schied er über 100 Meter in der Vorrunde aus, belegte über 200 Meter Platz vier und gewann mit der 4-mal-100-Meter-Staffel die Bronzemedaille. Im August nahm er an den Juniorenweltmeisterschaften in Peking teil und erreichte dort über 100 und 200 Meter das Halbfinale. Zudem schied er mit der nationalen Staffel in der Vorrunde aus.
2007 gewann Hyman die Silbermedaille im 200-Meter-Lauf bei den CARIFTA-Games in Providenciales und belegte über 100 Meter und mit der Staffel jeweils den sechsten Platz in der U20-Wertung. Bei den Panamerikanischen Juniorenmeisterschaften in São Paulo belegte er den fünften Rang über 200 Meter und schied im kürzeren Bewerb im Halbfinale aus. Bei den NACAC-Meisterschaften in San Salvador schied er über 100 Meter im Vorlauf aus und belegte mit der 4-mal-100-Meter-Staffel den vierten Platz. 2008 nahm er an den Juniorenweltmeisterschaften im polnischen Bydgoszcz teil und belegte dort im Finale den achten Rang und schied über 200 Meter in der ersten Runde aus. 2009 nahm er erneut an den Zentralamerika- und Karibikmeisterschaften in Havanna teil, schied dort über 100 und 200 Meter in der ersten Runde aus und belegte mit der Staffel den fünften Platz im Finale. Er nahm auch zum ersten Mal an den Weltmeisterschaften in Berlin teil, schied dort aber mit 10,59 s in der ersten Runde aus.
Zwei Jahre später nahm Hyman erneut an den Zentralamerika- und Karibikmeisterschaften in Mayagüez teil und wurde dort im Finale über 100 Meter disqualifiziert. 2012 durchbrach er erstmals die 10-Sekunden-Marke und qualifizierte sich damit für die Olympischen Spiele in London, bei denen er in das Halbfinale gelangte, dort aber nicht antrat. 2013 qualifizierte er sich erneut für die Weltmeisterschaften in Moskau, bei denen er im Vorlauf wegen eines Fehlstarts disqualifiziert wurde. 2014 nahm er an den World Relays auf den Bahamas teil, schied dort aber mit der 4-mal-100-Meter-Staffel sowie der 4-mal-200-Meter-Staffel in der ersten Runde aus. Im Sommer nahm er an den Commonwealth Games im schottischen Glasgow teil und schied dort über 100 Meter mit 10,31 s im Halbfinale aus und schied mit der caymanischen Stafette im Vorlauf aus. 2015 belegte er bei den NACAC-Meisterschaften in San José (Costa Rica) den fünften Platz über 100 Meter und nahm erneut an den Weltmeisterschaften in Peking teil, bei denen er erneut im Vorlauf über 100 Meter mit 10,32 s ausschied.
2016 nahm Hyman an den Hallenweltmeisterschaften in Portland teil und erreichte dort das Halbfinale über 60 Meter. Zudem qualifizierte er sich erneut für die Olympischen Spiele in Rio de Janeiro, bei denen er über 100 Meter im Vorlauf 10,34 s lief und damit ausschied. Zwei Jahre später nahm er an den Hallenweltmeisterschaften in Birmingham teil, wurde dort aber in der Vorrunde über 60 Meter disqualifiziert. Im April 2018 belegte er in 10,21 s den fünften Platz über 100 Meter bei den Commonwealth Games im australischen Gold Coast. Im Jahr darauf schied er bei den Panamerikanischen Spielen in Lima mit 10,44 s im Vorlauf über 100 m aus und kam auch bei den anschließend in Doha stattfindenden Weltmeisterschaften mit 10,37 s nicht über die erste Runde hinaus. 2021 startete er ein weiteres Mal bei den Olympischen Sommerspielen in Tokio und schied dort mit 10,41 s in der Vorrunde.

## Persönliche Bestzeiten
- 100 Meter: 9,95 s (+1,8 m/s), 7. Juli 2012 in Madrid (Caymanischer Rekord)
  - 60 Meter (Halle): 6,56 s, 21. Januar 2012 in Birmingham (Caymanischer Rekord)
- 200 Meter: 20,73 s (+0,8 m/s), 9. April 2016 in Athens
  - 200 Meter (Halle): 21,42 s, 22. Januar 2011 in Blacksburg (Caymanischer Rekord)